# 牧野純蔵
牧野 純蔵（まきの じゅんぞう、1836年（天保7年1月） - 1903年（明治36年）5月29日）は、日本の政治家、衆議院議員（2期）。

## 経歴
愛媛県出身。豊後国に渡り広瀬淡窓の塾で学ぶ。里正、東宇和郡岩木村(のち笠置村→石城村→宇和町→西予市)戸長、東宇和郡書記、愛媛県会議員となる。
1890年の第1回衆議院議員総選挙において愛媛5区から自由党公認で立候補して初当選する。1892年の第2回衆議院議員総選挙で再選。衆議院議員を2期務めた。1894年の第3回衆議院議員総選挙は不出馬。1903年に死去した。